# 최래성
최래성(2000년 1월 1일 ~)은 대한민국의 음악 프로듀서다.

## 방송
- K팝스타 시즌 1 (2011) - Top36
- 스트레이 키즈 (2017)